# Asteroid tipa V
Asteroid tipa V ali Vestoidi je vrsta asteroidov, ki imajo podoben spekter kot asteroid 4 Vesta (od tega je tudi ime). 

Velika večina teh asteroidov ima podobne tirnice kot Vesta. Večina jih je v bližini asteroidne družine Vesta. Imajo podobne izsrednosti, toda njihova velika polos leži v območju od 2,18 a. .e. do 2,50 a. e. (kjer je Kirkwoodova vrzel 3 : 1). To pomeni, da jih večina (ali celo vsi) izhaja iz delov Veste. Njihov nastanek je zelo verjetno povezan z zelo velikim trkom, ker ima Vesta velikanski krater na južni polobli
.

Asteroidi tipa V so zmerno svetli in precej podobni asteroidom tipa S, ki jih sestavljajo kamnine in železo ter običajni hondriti. Ti redki asteroidi vsebujejo več piroksena kot asteroidi tipa S.
Elektromagnetni spekter kaže moćno absorbcijo pod 0,75 μm. Druga značilnost je pri valovni dolžini okoli 1 μm. Vidni del spektra je podoben spektru bazaltnih ahondritnih meteoritov tipa HED.
Asteroidi tipa J imajo močno absorbcijo pri 1 μm, podobno kot diogenetni meteoriti. Izgleda kot, da so prišli iz globljih delov asteroida Vesta.

Večina asteroidov tipa V pripada asteroidni družini Vesta. Nekateri med njimi prečkajo tudi tirnico Marsa (primer: 9969 Braille). Nekateri pa spadajo med blizuzemeljske asteroide (primer: 3908 Niks).
Primeri asteroidov tipa V :
- 809 Lundija
- 956 Elisa
- 2566 Kirgizija
- 2442 Korbet